# Просалентис, Спиридон
Спиридон Просалентис (греч. Σπυρίδων Προσαλέντης; 1830, Керкира — 1895, Афины) — греческий художник XIX века. Сын первого профессионального скульптора новейшей Греции Павлоса Просалентиса (1784—1837).

## Биография

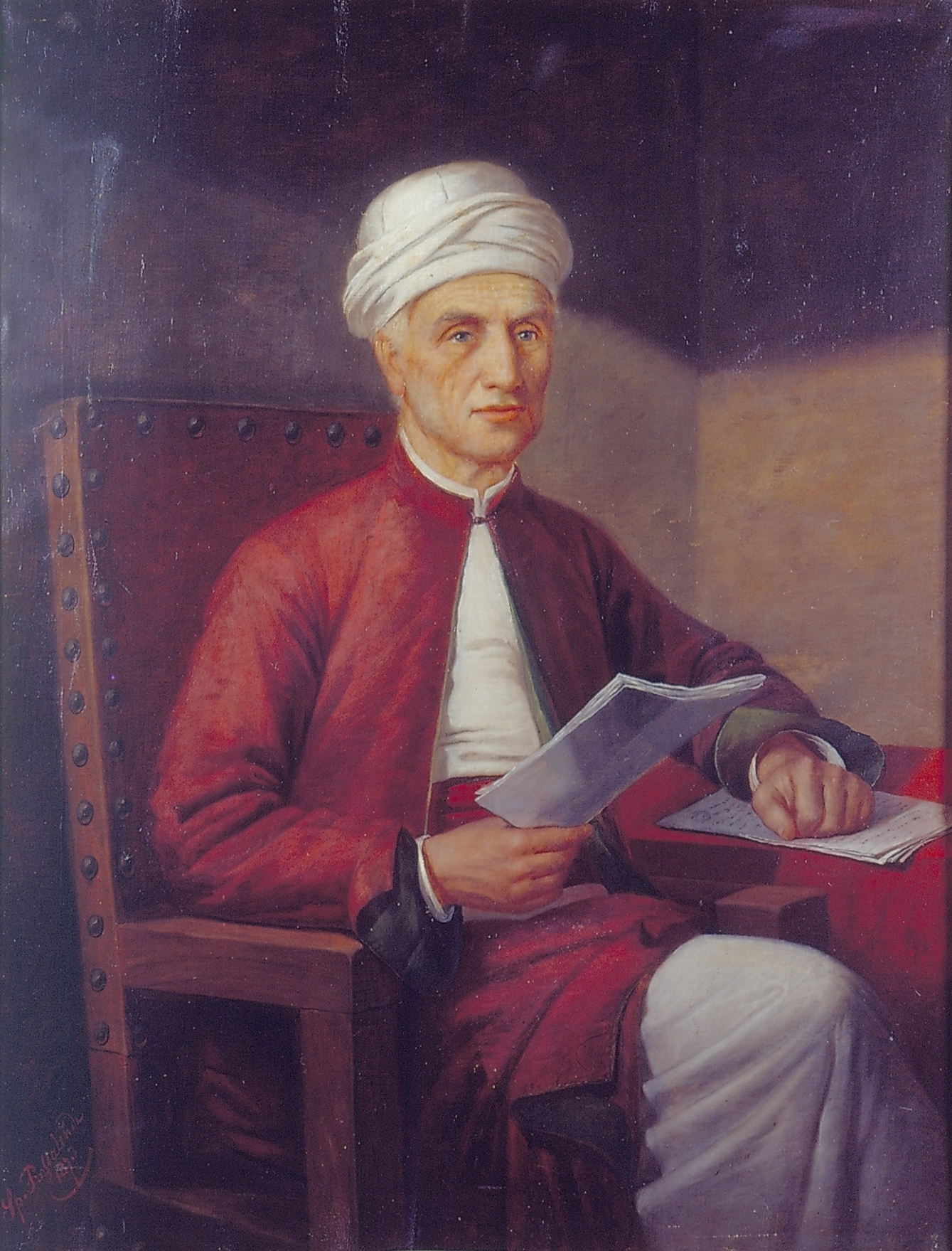
Греческий индолог Галанос, Димитриос.

Спиридон Просалентис родился на острове Керкира в 1830 году. Происходил из знатного византийского рода, нашедшего убежище на находившихся под венецианским контролем островах, после Падения Константинополя. Его отец, Просалентис, Павлос, был скульптором и организатором первого художественного училища в истории новейшей Греции.
Сыновья, Просалентис, Павлос (младший) и Просалентис, Эмилиос, также стали известными художниками.
Первые уроки живописи Спиридон получил в художественном училище острова, учреждённом и руководимом его отцом. Завершил своё образование в Венеции (Accademia di Belle Arti di Venezia). После длительного пребывания в Венеции, Спиридон Просалентис вернулся в Грецию в 1865 году и был назначен преподавателем живописи в Афинскую школу искусств. По неизвестным причинам, он оставил свою кафедру в 1866 году и вернулся в Венецию, где, вскоре, был награждён на Международной выставке города. Просалентис вернулся в Грецию в 1870 году, после приглашения короля Георга I и окончательно обосновался в Афинах, взяв на себя роспись часовни королевского дворца. Шестью годами позже, в 1876 году, с учреждением второй кафедры живописи в Школе искусств, он вновь был назначен профессором, оставаясь на этом посту до своей смерти.

## Работы

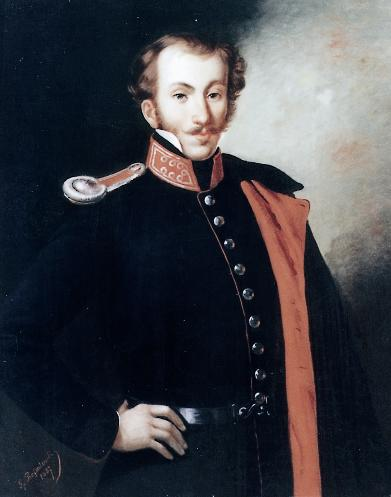
Ипсиланти, Дмитрий Константинович.

Спиридон Просалентис был, в основном, портретистом, хотя также писал бытовые сцены.
Будучи фаворитом королевского дворца и профессором Школы искусств, он исполнил, по заказу, ряд портретов личностей культуры и науки и героев Греческой революции, для Афинского университета, Военного и Морского министерств.
Его интерес к персоналиям Греческой революции восходит ещё к годам его учёбы, когда в 1858 году он исполнил портрет Андреаса Заимиса. В 1870 году, после своего возвращения в Грецию, он получил Золотой приз второй степени на второй выставке «Олимпия», за портрет Димитриоса Каллергиса.
Среди его портретов героев Освободительной войны числятся портреты Ятракоса, Дмитрия Ипсиланти, Фрэнка Гастингса и др.
В бытовых сценах Спиридона Просалентиса сказывается его учёба в Италии.